# Hemimeridae
Famille
Les Hemimeridae sont une famille d'insectes dermaptères d'Afrique vivant sur des Rongeurs.
C'est la seule famille du sous- ordre des Hemimerina (Burr, 1911). Il y a onze espèces dans deux genres.

## Genres
- Araeomerus Maa in Nakata & Maa, 1974
- Hemimerus Walker, 1871